# Archosargus rhomboidalis
Espèce
Statut de conservation UICN

 LC  : Préoccupation mineure
Le Rondeau brème (Archosargus rhomboidalis) est une espèce de poissons marins de la famille des Sparidés.